# Juan Bautista Ceballos
Juan Bautista Ceballos (Durango, 13 de Maio de 1811 — Paris, 20 de agosto de 1859) foi um político mexicano, tendo ocupado o cargo de presidente do México durante cerca de um mês em 1853.
Jurista e liberal, foi membro do congresso e deputado. Quando Mariano Arista renuncia à presidência, Ceballos é presidente do supremo tribunal do México, motivo pelo qual é nomeado presidente interino. Durante o seu curto mandato a oposição do congresso à sua política foi constante, culminando na recusa deste em dar início à reforma da constituição o que fez com que Ceballos mandasse dissolver a assembleia. Reunidos numa casa particular os deputados nomearam o governador de Puebla, Juan Mújica y Osorio, presidente interino mas este não aceitou. Entretanto dá-se o levantamento da guarnição militar da capital sob o comando de Manuel Robles Pezuela, obrigando Ceballos a demitir-se e a entregar a presidência ao general Manuel María Lombardini. 
Fez parte do congresso que elaborou a constituição de 1857.
Está sepultado na divisão 44 do cemitério Père-Lachaise.